# Ден на свети Патрик
Денят на Свети Патрик (на ирландски: Lá Fhéile Pádraig; на северноирландски келтски: Saunt Petherick's Day) е културен и религиозен ирландски празник, отбелязван на 17 март.

## Свети Патрик
Малко се знае за ранния живот на Патрик, но е известно, че е роден във Великобритания по време на римските нашествия в богато римо-британско семейство. Баща му е бил дякон, а дядо му – свещеник в християнската църква. Когато е на 16 г., е отвлечен от ирландски нашественици и превърнат в роб в Ирландия. Смята се, че е бил държан някъде на западния бряг на Ирландия, най-вероятно в Майо, но точното място не е известно. В своята изповед споделя, че Господ се е явил в съня му и му е казал да избяга от пленничеството, като стигне до брега, където да се качи на кораб, който да го върне обратно във Великобритания. След завръщането си се присъединява към църквата в Оксер в Галия и става свещеник.
През 432 г. казва, че отново е повикан да се завърне в Ирландия, но този път като епископ, за да откаже ирландците от политеизма и да ги покръсти. Според ирландския фолклор Патрик използвал 3-листна детелина, за да обясни Светата Троица.

## Облекло
Първоначално цветът, който се е асоциирал с Патрик, е бил синият, но през вековете влиянието на зеления цвят е нараснало. Зелени панделки и детелини са се носели по случай деня на Свети Патрик още през 17 век. Според поверието Патрик е използвал трилистната детелина, за да обясни Светата троица на езичните ирландци и носенето на детелини се е превърнало във вездесъщ момент от празненствата. По време на въстанието от 1798 година, за да изявят политическите си нагласи, ирландските войници носели зелени униформи, надявайки се да привлекат общественото внимание.

## Ирландия
В Ирландия празникът на Свети Патрик е честван с много ритуали и приветстван много подобаващо. Пият се ирландско уиски и бира.

## САЩ
Въпреки че денят на Свети Патрик не е официален празник на САЩ, той се празнува почти навсякъде в страната. Обикновено се отбелязва като ден на ирландците или на ирландско-американската култура. Празненствата обичайно включват пиршества, големи количества алкохол, религиозни обреди, паради, декорации и дрехи в зелено. Денят на Свети Патрик се отбелязва в САЩ от края на 18 век.

## Аржентина
В Аржентина и особено в Буенос Айрес празникът се отбелязва със среднощни улични паради, тъй като времето е сравнително топло през март. Танцува се и се пие само бира до 7 – 8 ч. сутринта, много хора са облечени в зелено. В Буенос Айрес партитата се провеждат в квартала Реконкиста, където се намират няколко ирландски пъба. През 2006 г. 50 000 души се събират на улицата и в близките заведения. Нито католическата църква, нито ирландското общество, което е 5-о по големина извън пределите на Ирландия, взимат участие в организирането на празненствата.

## Канада
В Канада се чества с парад и голяма платформа със Свети Патрик, защото се смята, че като се минава покрай всеки дом той бди над него

## Япония
Денят на Свети Патрик се отбелязва на 9 места в Япония. Първият парад в Токио е организиран от организация за ирландска култура в Япония (The Irish Network Japan) през 1992 г. Днес празненствата по случай празника се организират почти през целия март.

## Монсерат
Малкият остров Монсерат, известен като „Изумрудения остров на Карибите“ (защото е основан от ирландски бежанци), е единственото място на света извън Ирландия, където денят на Свети Патрик е официален празник. Този ден служи и за възпоминание на потушено въстание от 17 март 1768 г.

## Океания
Денят на Свети Патрик се слави с голяма популярност в Нова Зеландия и Австралия – зелените дрехи са традиционни и улиците често са пълни с пияни веселяци още от ранния следобед до късно вечер.
Ирландците са оказали голямо въздействие върху социалните, политическите и образователни системи и на двете държави, основно заради многото ирландски имигранти, пристигнали през 19 век. По този начин на деня на Свети Патрик се гледа като на празнуване на ирландските корени.

## Южна Корея
Ирландската асоциация в Корея празнува деня на Свети Патрик от 1976 г. насам в Сеул, столицата на Южна Корея.

## Швейцария
Въпреки че в Швейцария празникът най-често се отбелязва на 17 март с паради, подобни на тези в съседните европейски страни, много студенти организират малки празненства предната вечер, включващи алкохолни напитки и зелени дрехи.